# 流通科学
流通科学（りゅうつうかがく）とは社会科学系学問の一つであり、社会において人、物、金などが動くという流通という事柄のシステムの本質を科学的方法を用いるという形式で研究することにより解明するということを目的としている。
一部の大学には流通科学を専攻とする組織として流通科学部、流通科学科、流通科学研究科などが設置されている。兵庫県神戸市に存在する流通科学大学では特にこの学問の教育研究に力を入れており、全ての学科に在籍する学生に対しての必修として流通科学の入門的な事柄を取り扱った科目が設置されている。流通科学大学大学院で授与される学位は修士（流通科学）博士（流通科学）である。